# 2010 au Nigeria
2008 au Nigeria - 2009 au Nigeria - 2010 au Nigeria - 2011 au Nigeria - 2012 au Nigeria
 2008 par pays en Afrique - 2009 par pays en Afrique - 2010 par pays en Afrique - 2011 par pays en Afrique - 2012 par pays en Afrique -

## Chronologie

### Janvier 2010
- Lundi 18 janvier 2010 :
  - État du Plateau : Des affrontements entre communautés chrétienne et musulmane dans la ville de Jos (centre), causent la mort d'au moins 26 personnes et font plus de 300 blessés.
  - Delta du Niger : Trois employés britanniques et un Colombien, enlevés la semaine dernière par des hommes armés, ont été libérés.
- Mardi 19 janvier 2010, État du Plateau : De nouveaux affrontements entre communautés chrétienne et musulmane dans la ville de Jos (centre), causent la mort d'au moins 192 personnes. Le vice-président, Goodluck Jonathan envoie l'armée sur place.
- Samedi 23 janvier 2010, État du Plateau : Au moins 150 cadavres ont été retrouvés dans des puits du village de Kuru Karama, près de Jos, théâtre cette semaine de plusieurs jours d'affrontements entre chrétiens et musulmans. Selon le Comité international de la Croix-Rouge (CICR), au moins 288 personnes ont été tuées dans la région de Jos, 60 autres disparues et 18 000 autres ont été déplacées[1],[2].
- Dimanche 24 janvier 2010, État d'Edo : Un évêque anglican, Peter Imasuen, a été enlevé à son domicile après son retour de la messe à Benin City, capitale de l'État (sud). Selon l'Association chrétienne du Nigeria, ses ravisseurs réclament 15 millions de nairas (70 000 euros). L'enlèvement de l'évêque anglican survient juste une semaine après des incidents entre musulmans et chrétiens, qui ont fait près de 500 morts, dans la ville de Jos et ses environs (État du Plateau, centre)[3].
- Lundi 25 janvier 2010, État du Plateau : Selon les forces de l'ordre, les violences de la semaine dernière entre chrétiens et musulmans dans la région de Jos, ont fait 326 morts. 313 autres personnes ont été arrêtées, dont 139 ont été transférés à Abuja, la capitale, pour y être interrogés. D'autres suspects étaient toujours en fuite, dont ceux impliqués dans les massacres d'au moins 211 personnes commis dans deux petits villages situés dans les faubourgs de Jos.
- Mercredi 27 janvier 2010, Delta du Niger : Crash d'un avion de la marine nigériane près de la ville pétrolière de Port Harcourt (sud), tuant les quatre personnes qui se trouvaient à bord, dont deux pilotes.

### Février 2010
- Jeudi 4 février 2010 : L'imam radical yéménite Anwar al-Aulaqi a apporté son soutien à l'attentat manqué contre un avion américain le jour de Noël, affirmant que son auteur présumé, le Nigérian Umar Farouk Abdulmutallab, était son « disciple », mais qu'il n'avait pas issu de fatwa lui demandant de faire exploser le vol 253 reliant Amsterdam à Détroit le 25 décembre 2009[4].
- Vendredi 5 février 2010, Delta du Niger : Le directeur général d'une société de construction et gestion immobilière, ressortissant indien résidant au Nigeria, a été  enlevé par des hommes armés dans la région pétrolifère.

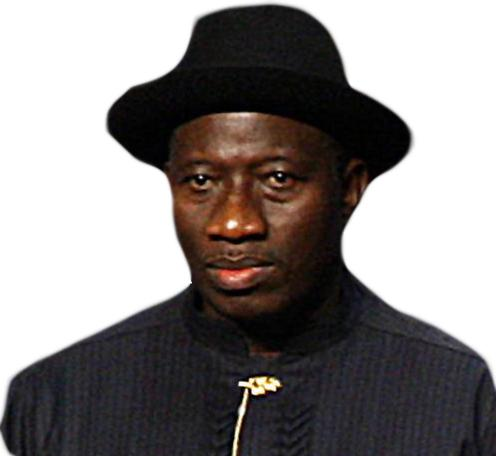
Goodluck Jonathan
(avril 2010)

- Mardi 9 février 2010 : Le vice-président Goodluck Jonathan devient président par intérim en raison de l'absence prolongée du chef de l'État hospitalisé à l'étranger.
- Mercredi 24 février 2010 : Le président Umaru Yar'Adua serait rentré après trois mois d'hospitalisation en Arabie saoudite, selon l'ambassadeur du Nigeria à Ryad. La longue absence du président Yar'Adua a provoqué une crise constitutionnelle et des craintes de troubles au Nigeria, 8e exportateur mondial de brut. Un avion a atterri tôt dans la matinée  dans l'aire réservée au chef de l'État à l'aéroport d'Abuja et a été rejoint par une ambulance, mais son retour n'a pas été confirmé.
- Dimanche 28 février 2010 : La police chargée de l'application de la loi islamique a interdit ce week-end le concert annuel de musique de la ville de Kano (nord), obligeant ses organisateurs français à annuler la manifestation. L'ambassade de France avait organisé ces six dernières années avec l'appui de son centre culturel à Kano, l'Alliance Française, le festival « Kanfest » où se produisent des musiciens français et africains durant trois nuits.

### Mars 2010
- Dimanche 7 mars 2010, État du Plateau : Une centaine de personnes a été tuées dans la nuit de samedi à dimanche lors de violences à caractère ethnique, menées contre des habitants de trois villages situés au sud de la ville de Jos (centre) qui est régulièrement le théâtre de violences meurtrières comme en janvier 2010.
- Lundi 8 mars 2010 : Le bilan des violences du week-end, près de Jos, se monte à plus de 500 morts, majoritairement des femmes et des enfants. Le président par intérim, Goodluck Jonathan a mis hier le centre du Nigeria sous alerte maximum. Ce sont trois villages de l'ethnie Berom, au sud de Jos, qui ont été attaqués par des éleveurs de l'ethnie peul[5], généralement des nomades. En janvier dernier, des affrontements entre chrétiens et musulmans, et à caractère ethnique, avaient fait 326 morts Jos et dans ses environs, selon la police, plus de 550 d'après d'autres sources[6]. Quelque 200 survivants des tueries perpétrées ont été admises dans les hôpitaux à Jos. Selon la presse locale et les témoignages, les attaques ont été minutieusement perpétrées : les assaillants s'étaient positionnés aux principales entrées des villages pour empêcher toute fuite.
- Mercredi 10 mars 2010, État du Plateau : Le gouverneur de cet État, Jonah Jang, où plus de 100 chrétiens ont été massacrés le week-end dernier, proclame trois jours de jeûne à partir de jeudi pour « pleurer auprès de Dieu » le pardon et la paix. La période de jeûne commence demain. La police a annoncé que 49 personnes seraient inculpées dans cette tuerie lors de laquelle 109 personnes ont été égorgées lors des attaques lancées par des membres de l'ethnie peul musulmane contre trois villages chrétiens de l'ethnie berom près de Jos[7],[8].
- Vendredi 12 mars 2010 :
  - Un important incendie a ravagé plus de 500 échoppes et les entrepôts du principal marché aux textiles du Nigeria installé à Kano. Le feu a pris peu après minuit après un court-circuit provoqué par le rétablissement de l'électricité dans un transformateur du marché « Kantin Kwari » et les dégâts sont estimés à des milliards de Nairas.
  - Delta du Niger : Un avion de l'armée nigériane a raté son atterrissage à l'aéroport de Port Harcourt, quittant la piste, et faisant 10 « blessés et le fuselage de l'avion a été très endommagé ». L'avion, avec 47 passagers et cinq membres d'équipage, arrivait d'Abuja dans le cadre d'un exercice militaire, et transportait des officiels et des journalistes, selon la presse.
- Lundi 15 mars 2010, Delta du Niger : Ouverture à Warri de la conférence consacrée à l'amnistie des rebelles qui opèrent dans le sud du pays. Un attentat à la bombe s'est produit au moment où les participants pénétraient dans la salle de la conférence, au siège du gouvernement local. Le Mouvement d'émancipation du delta du Niger (Mend), principal mouvement rebelle du sud pétrolier du Nigeria, revendique avoir installé trois bombes à l'extérieur et à l'intérieur de l'enceinte où est prévue la conférence. Une demi-heure auparavant, une voiture avait explosé près du centre de conférence. Une amnistie aux rebelles avait été offerte six mois auparavant par le président Umaru Yar'Adua en échange de leur démobilisation, mais cette politique a fait long feu et les attaques ont repris.

- Mercredi 17 mars 2010 :

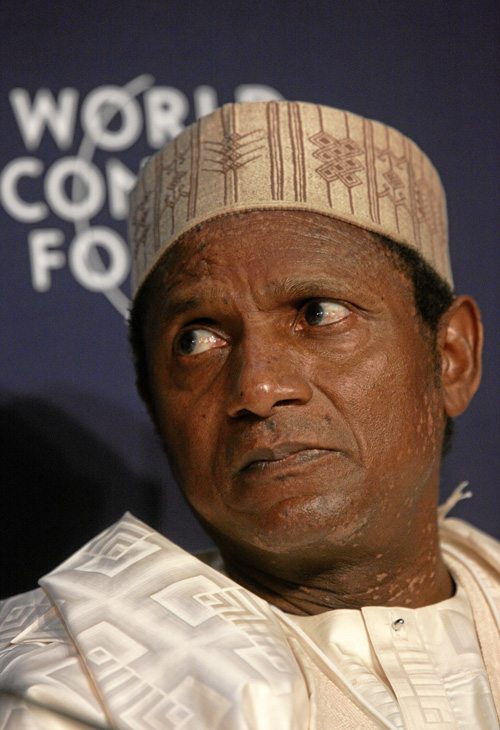
Umaru Yar'Adua
(janvier 2008)

  - État du Plateau : Treize chrétiens ont été tués par des éleveurs musulmans lors d'une attaque, dans la nuit de mardi à mercredi, contre leur village. La plupart des victimes de la tuerie sont des femmes et des enfants. Sept personnes suspectées d'avoir participé aux violences de la nuit ont été arrêtées en possession d'armes. Des habitants ont accusé les forces de sécurité d'avoir tardé à intervenir pour empêcher le massacre[9].
  - Le président du Nigeria par intérim, Goodluck Jonathan, dissout le gouvernement fédéral près d'un mois après avoir remplacé le président élu Umaru Yar'Adua, éloigné du pouvoir en raison de son état de santé[10].
- Jeudi 18 mars 2010 : Les autorités nigérianes jugent « irresponsables » les propos du dirigeant libyen Mouammar Kadhafi sur une division du Nigeria, après les récents massacres dus aux violences intercommunautaires entre éleveurs musulmans et chrétiens sédentaires dans la région de Jos, et ont rappelé leur ambassadeur pour consultation. Il a proposé de copier pour le Nigeria le modèle de la partition entre le Pakistan et l'Inde en 1947[11].
- Vendredi 19 mars 2010, Delta du Niger : Un nouveau groupe armé opérant dans le delta, le « Joint Revolutionary Council », revendique l'attaque l'installation pétrolière « Abbiama Manifold » à Buguma et menace d'« intensifier » ses attaques « dans les jours à venir ». Il revendique aussi l'attaque du 14 mars contre le pipeline « Akaso » de la Shell.
- Dimanche 21 mars 2010, État du Plateau : La police annonce la fin des interrogatoires des personnes arrêtées après les attaques menées le 7 mars contre trois villages chrétiens situés près de la ville de Jos. Elle envisage de poursuivre devant les tribunaux 162 personnes pour leur participation à ces affrontements qui ont fait des centaines de morts. « 41 suspects vont être inculpés de terrorisme et d'homicide volontaire, ce qui est passible de la peine de mort ». Les autres détenus seront poursuivis pour détention illégale d'armes à feu, émeutes et incendies volontaires. Hommes politiques, diplomates et groupes de défense des droits de l'homme exhortent les autorités à poursuivre en justice les responsables des communautés et les gangs à l'origine de l'attaque pour prévenir de nouveaux conflits[12].
- Mercredi 31 mars 2010 : Un homme a foncé en voiture contre la double rangée de barrières, gardées par les hommes des forces aériennes, pour pénétrer dans le parc de stationnement des avions privés de l'aéroport « Margaret Ekpo » de Calabar, parvenant jusqu'à un Boeing de la compagnie locale Arik Air. Il n'y a pas eu de blessés alors que des passagers étaient en voie d'embarquement pour un vol vers Lagos. L'homme, un déséquilibré, a été arrêté mais son véhicule ne transportait pas d'explosif[13].

### Avril 2010
- Jeudi 1er avril 2010 : Libération des 2 marins ghanéens — le capitaine et un ingénieur — enlevés dans la nuit du 26 au 27 mars par des pirates au large de Bakassi (Cameroun). Ils avaient « été enlevés dans les eaux nigérianes », alors qu'ils se trouvaient à bord d'un navire « assurant le transport de personnes et de marchandises entre le Cameroun et le Nigeria ».
- Samedi 3 avril 2010 : Une petite manifestation dans un quartier de Lagos pour protester contre la mort d'un jeune homme tué par la police, jeudi, dégénère en émeute, et les forces de sécurité tuent deux autres jeunes manifestants. Un policier a été blessé par un jet de pierre. Les médias locaux ont fait état de quatre morts. La police nigériane sous-équipée et sans moyens est souvent accusée de corruption, d'inefficacité, de violation des droits de l'homme et de meurtres extrajudiciaires[14].
- Mardi 6 avril 2010 :
  - Le président intérimaire, Goodluck Jonathan a dévoilé la nouvelle équipe gouvernementale, dans le but d'asseoir son autorité et s'affirmer face aux fidèles de Yar'Adua qui s'opposaient à son accession au pouvoir[15].  Parmi les personnalités promues :
    - Ministre du Pétrole, Diezani Alison-Madueke, ex-ministre des mines ;
    - Ministre des Finances, Olusegun Aganga, ex-dirigeant de la banque Goldman Sachs ;
    - Vice-ministre de la Défense, Murtala Yar'Adua ;
    - Ministre des Affaires étrangères, Odein Ajumogobia, ancien vice-ministre du Pétrole.

  - D'autre part, le président a limogé le directeur général de la compagnie pétrolière nationale NNPC, Mohammed Barkindo, critiqué depuis des années pour son inefficacité.
- Dimanche 18 avril 2010, État d'Abia : Deux Allemands, âgés de 45 et 55 ans, sont enlevés alors qu'ils se baignaient dans le fleuve Imo. Ils étaient  accompagnés de trois jeunes femmes et d'un chauffeur nigérians, mais ces derniers se seraient cachés dans des buissons pendant que les ravisseurs emmenaient les deux Allemands vers l'État frontalier d'Akwa Ibom.
- Mardi 20 avril 2010, État du Plateau : Les soldats ont exhumé 7 corps de paysans fraîchement enterrés dans le village  majoritairement chrétiens de Riyom (proche de Rahoss, en pleine zone de violences inter-communautaires de Jos.  Les corps, qui portaient des marques de coups de machette, avaient été jetés dans trois fosses cachées dans des buissons de ce village. Ils ont été tués la veille, alors qu'ils travaillaient dans leurs champs, lors d'une attaque attribuée aux éleveurs nomades musulmans de l'ethnie peul.
- Jeudi 22 avril 2010, État du Plateau : La police exhume 8 corps dans un village chrétien qui s'ajoutent aux 15 corps fraîchement enterrés qui ont été ainsi découverts en trois jours dans cette région très instable où des centaines de chrétiens et de musulmans, peul et berom, éleveurs et fermiers, ont été tués dans des violences depuis le début de l'année.
- Samedi 24 avril 2010 :
  - État de Rivers, Delta du Niger : Les deux Allemands enlevés dimanche dernier après une baignade dans le fleuve Imo, ont été libérés « sains et saufs » près de Port Harcourt (sud).
  - État du Plateau : Nouveau massacre de chrétiens par des musulmans dans le district de Dutse Uku[16]. D'autre part deux journalistes nigérians, Nathan Davbak (36 ans) et Sunday Gyang Bwebe (39 ans), travaillant pour le journal chrétien « The Light Bearer », couvrant les affrontements entre chrétiens et musulmans dans le centre du pays, ont été tués.
  - Un journaliste nigérian, Edo Sule Ugbagwu (42 ans), journaliste judiciaire pour le quotidien « The Nation », a été tué  de plusieurs balles dans la tête aux alentours de 19h00 à Lagos par des assaillants non identifiés, un meurtre qui fait suite à plusieurs assassinats de journalistes dans le pays ces dernières années. En septembre 2009, un des rédacteurs en chef de l'influent quotidien « The Guardian » avait également été tué par balles à Lagos par des agresseurs non identifiés. Deux membres de la hiérarchie du journal « ThisDay » avaient été tués dans des circonstances similaires en 2006 et 2008.

### Mai 2010
- Mercredi 5 mai 2010, Delta du Niger : La marine nigériane annonce avoir saisi, près d'Escravos, un bateau battant pavillon grec avec 83 tonnes de pétrole brut volé dans la zone de production du Delta du Niger, a annoncé mercredi un porte-parole militaire. Dix trafiquants, « dont deux Ghanéens et huit Nigérians, ont été arrêtés et sont interrogés après quoi ils seront remis à la police et à la Commission des crimes économiques et financiers pour inculpation ». La valeur du pétrole volé est estimée à 662 000 dollars (512 000 euros). Une kyrielle de gangs criminels opèrent dans la région à la fois pour voler et revendre le pétrole ou enlever des employés du secteur des hydrocarbures pour obtenir des rançons.
- Mercredi 5 mai 2010 : Dans la soirée, mort du président Umaru Yar'Adua (58 ans) des suites de problèmes cardiaques après avoir disparu de la scène politique depuis novembre. Malade depuis des mois, Umaru Yar'Adua, avait été hospitalisé en novembre en Arabie saoudite durant des semaines avant de revenir le 24 février dernier incognito dans son pays. Umaru Yar'Adua avait été élu en 2007, succédant à Olusegun Obasanjo, qui  l'avait désigné comme son successeur au sein du Parti démocratique du peuple. Il a toujours été de santé fragile.
- Jeudi 6 mai 2010 : Le gouvernement décrète sept jours de deuil national et le président par intérim, Goodluck Jonathan (52 ans), a prêté serment  devant le président de la Cour suprême, Aloysius Katsina-Alu, pour devenir pleinement président. Le défunt sera enterré le jour même, selon la loi islamique, dans l'État de Katsina (nord), d'où il est originaire.
- Samedi 15 mai 2010 : Quatre Libanais, employés de la société Stemco, sont enlevés par des hommes armés portant des uniformes militaires à Ikot Ekpene (Akwa Ibom), une des neuf régions productrices de pétrole du Nigeria. Un soldat et un homme armé ont trouvé la mort lors de ce rapt.
- Mercredi 19 mai 2010 : Selon un rapport, publié par deux organisations de défense des droits de l'homme, la police du Nigéria torture, viole et commet régulièrement des exécutions extrajudiciaires de suspects en détention soupçonnés de crime ou de vol à main armée[17]. La torture est la principale méthode d'interrogatoire et de nombreux commissariats comptent une « salle de torture » dans laquelle les détenus sont passés à tabac, brûlés au fer ou se font arracher les ongles. Les viols de prostituées arrêtées sont courants, perçus comme des « avantages » liés aux patrouilles de nuit. Le rapport souligne que la police du pays le plus peuplé d'Afrique (150 millions d'habitants) est « trop centralisée, manque de ressources, est mal équipée et souffre d'interférences politiques »[18].
- Samedi 22 mai 2010 : Libération des 4 Libanais, employés de la société Stemco, enlevés le 15 mai dans le Sud du Nigéria par des hommes armés portant des uniformes militaires à Ikot Ekpene (Akwa Ibom), une des neuf régions productrices de pétrole.
- Dimanche 23 mai 2010 : De nouvelles violences entre chrétiens et musulmans à Jos (centre) causent la mort de 6 personnes, au lendemain d'une attaque qui a coûté la vie à trois bergers musulmans.

### Juin 2010
- Vendredi 4 juin 2010 : Les autorités de santé annoncent qu'un total de 163 personnes, parmi lesquelles 111 enfants, étaient mortes empoisonnées en cinq mois par une pollution au plomb après extraction sauvage de mines d'or dans le nord-ouest du pays.
- Mercredi 9 juin 2010 : Le Nigeria s'est engagé avec cinq autres pays africains à ce qu'« aucun enfant de moins de 18 ans ne prenne part, directement ou indirectement, à des hostilités et, le cas échéant, de prévenir toute forme de recrutement ». Il s'agit d'un accord en treize points, dont une stratégie transfrontalière contre la prolifération et le trafic d'armes légères. Les signataires ont également promis de ratifier le protocole additionnel à la Convention des droits de l'enfant de l'ONU concernant l'implication d'enfants dans les conflits armés[19].
- Mercredi 30 juin 2010 : Le président Goodluck Jonathan a retiré « l'équipe nationale de toute compétition internationale pour une durée de deux ans afin de remettre les choses en ordre », à la suite des mauvais résultats au Mondial 2010 en Afrique du Sud. Placé dans le groupe B, le Nigeria a terminé à la dernière place, concédant deux défaites face à l'Argentine (0-1) et la Grèce (1-2) avant d'arracher un nul contre la Corée du Sud (2-2)[20].

### Juillet 2010
- Samedi 3 juillet 2010 :
  - L'explosion d’un camion citerne chargé de 33 m3 d'essence fait au moins 13 morts et 9 autres blessés grièvement, à Gombe (nord-est). Le camion citerne s'est renversé sur le bas-côté dans un virage à cause d'un excès de vitesse et a immédiatement pris feu. D'autre part, le feu a détruit environ 40 maisons, cinq voitures et 89 motocyclettes[21].
  - 12 marins ont été enlevés et un autre blessé par balles lors de l'attaque par des hommes armés d'un cargo battant pavillon allemand, le « BBC Polonia » au large de la région pétrolière du delta du Niger. Parmi les membres de l'équipage :  sept Russes, deux Allemands, un Lituanien, un Letton et un Ukrainien. Ils sont libérés dès le lendemain.
- Dimanche 11 juillet 2010, État d'Abia : 4 journalistes nigérians sont enlevés dans le sud pétrolifère, « sous la menace des armes alors qu'ils venaient de quitter une réunion de travail ». Les ravisseurs réclament une rançon de 250 millions de naira (1,66 million de dollars). Ils étaient à bord d'un véhicule lorsqu'ils ont été enlevés près d'Aba, après avoir pris part à une réunion syndicale. Il s'agit de Wahab Oba, président du syndicat national des journalistes (NUJ) de Lagos, Adolphus Okonkwo, journaliste à Voice of Nigeria, Sylvester Okereke, journaliste pour le quotidien privé The Champion Newspapers, et Sola Oyeyipo[22].
- Mardi 13 juillet 2010 :
  - Le secrétaire d'État aux Finances, Remi Babalola, annonce que la compagnie pétrolière nationale du Nigeria (NNPC), est « insolvable » car elle n'est pas en mesure de rembourser d'importantes dettes.
  - État de Taraba : Des affrontements entre chrétiens et  musulmans ont fait 8 morts et une quarantaine de blessés dans la ville de Wukari, au sujet de la construction d'une mosquée dans l'enceinte du commissariat de police.
- Vendredi 16 juillet 2010 : Des musulmans ont attaqué le village de Mazzah, près de la ville de Jos. Sept maisons et une église ont aussi été incendiées.
- Dimanche 18 juillet 2010, État d'Abia : Les 4 journalistes enlevés dimanche dernier ont été libérés. Un peu plus tard, un chef traditionnel de la région a été arrête pour enlèvement et vol à main armée.
- Mardi 27 juillet 2010 : 450,4 kg de cocaïne ont été saisies dans le port de Lagos, pour une valeur de 20,6 millions d'euros. Un douanier nigérian et deux hommes d'affaires chinois ont été arrêtés en relation avec cette saisie de drogue en provenance du Chili.

### Août 2010
- Jeudi 12 août 2010 : L'effondrement d'un immeuble de 3 étages à Abuja cause la mort de 23 personnes et fait 11 blessés. Il s'agit du troisième effondrement d'immeuble à Abuja en trois mois. Les effondrements d'immeubles sont relativement fréquents au Nigeria où les constructeurs ne respectent parfois pas les normes de construction et utilisent des matériaux de mauvaise qualité[23].
- Lundi 16 août 2010 : Une épidémie de choléra dans deux États du nord — Bauchi et Borno — a fait 87 morts en un mois et 1 315 personnes ont été infectées. Cette épidémie serait due aux mauvaises conditions sanitaires et à la contamination des puits à ciel ouvert.
- Vendredi 27 août 2010, État de Yobe : Des membres de la secte islamiste Boko Haram, se réclamant des talibans afghans, ont tué trois policiers lors de deux attaques à Maiduguri. Cette secte avait mené en juillet 2009 une insurrection meurtrière qui avait été écrasée par l'armée au cours de combats ayant fait plus de huit cents victimes.
- Dimanche 29 août 2010 :
  - État d'Edo : des hommes armés ont enlevé, Abel Oshevire, un membre chrétien du Parlement de l'État du Delta, à la sortie de l'église, dans la ville de Bénin.
  - La police annonce avoir libéré, Jhalil Tafawa Balewa, un homme d'affaires, enlevé vendredi à Abuja, et arrêté deux suspects, à l'origine de l'enlèvement.
- Mardi 31 août 2010 : Les portes des administrations de la capitale ont été fermées à 8h30, heure officielle de la prise du travail pour les employés du gouvernement fédéral, et des  centaines d'employés qui étaient arrivés en retard ont été empêchés d'entrer dans leurs bureaux. Cette opération, faite dans le cadre des efforts pour inculquer la discipline aux fonctionnaires, a permis ainsi de dresser une liste de ceux qui n'étaient pas à l'heure. Deux autres actions similaires ont déjà eu lieu ce mois-ci. Les fonctionnaires de la capitale fédérale sont souvent critiqués pour leur indolence, mais leur arrivée tardive au travail s'explique aussi par le fait que beaucoup d'entre eux vivent loin du centre d'Abuja car ils ne peuvent payer les loyers élevés de la ville[24].

### Septembre 2010

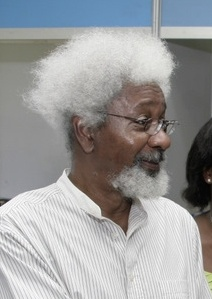
Wole Soyinka
(septembre 2008)

- Mardi 7 septembre 2010 : Des membres de la secte islamiste Boko Haram ont attaqué la prison centrale de Bauchi (nord) dans une tentative de libérer leurs militants. Leur chef, Mohamed Yusuf, ancien étudiant en théologie en Arabie saoudite et chef de cette secte, a été abattu il y a un an par les forces de l'ordre. Lui et ses hommes voulaient imposer un « État islamiste pur » dans le nord majoritairement musulman de la fédération. Ces combats avaient fait quelque 800 morts. 732 détenus dont 150 islamistes, se sont évadés après l'assaut, seulement 30 sont restés[25].
- Mardi 21 septembre 2010 : Dans le cadre de l'enquête sur l'empoisonnement de populations par une pollution au plomb après extraction sauvage de mines d'or du nord-ouest, l'ONU estime qu'au moins 200 enfants seraient décédés.
- Mercredi 22 septembre 2010, Delta du Niger : Dans la nuit de mardi à mercredi, 3 Français, membres d'équipage d'un bateau opérant sur un champ pétrolier au large du Nigeria, ont été enlevés. Le ministre français de la Défense, Hervé Morin, affirme qu'il s'agit a priori d'« un acte de piraterie classique », dans une zone où ce type d'incidents est fréquent.
- Jeudi 23 septembre 2010, Delta du Niger : Le Mouvement pour l'émancipation du delta du Niger affirme avoir localisé quatre otages dont les 3 Français et un Thaïlandais, enlevés dans la nuit de mardi à mercredi. Il serait « en pourparlers avec les  ravisseurs afin qu'ils remettent les quatre hommes » entre ses mains[26].
- Vendredi 24 septembre 2010 : Le prix Nobel de littérature, Wole Soyinka, annonce la création de son parti, le Front démocratique pour une Fédération des peuples (Democratic Front for a People's Federation), dans la perspective des élections générales prévues en 2011. Parmi ses objectifs : la lutte contre la corruption et l'amélioration de secteurs comme la santé et l'éducation au Nigeria, le pays le plus peuplé d'Afrique avec environ 160 millions d'habitants[27].
- Lundi 27 septembre 2010, État d'Abia : Des hommes armés ont enlevé 15 enfants à bord d'un car scolaire et réclament une rançon de 20 millions de nairas (128,900 dollars, 95,650 euros).

### Octobre 2010
- Vendredi 1er octobre 2010 :
  - Un double attentat à la voiture piégée s'est déroulé pendant la cérémonie officielle marquant le cinquantenaire de l'indépendance du Nigeria, à Abuja, la capitale fédérale. L'attaque a eu lieu à quelques centaines de mètres de la grande place Eagle Square où des milliers de Nigérians assistaient à un défilé militaire. 12 personnes ont été tuées et 38, dont une dizaine de policiers, grièvement blessées. Les rebelles du Mouvement pour l'émancipation du delta du Niger ont revendiqué les attentats[28].
  - Les quinze écoliers enlevés lundi au cours de l'attaque de leur bus scolaire, ont été libérés sans versement d'une rançon.
  - Selon un rapport d'experts de l'ONU enquêtant sur un empoisonnement massif au plomb dans le nord-ouest du Nigeria, des niveaux très élevés de mercure, un produit hautement toxique utilisé pour extraire l'or, ont trouvé dans l'air du village de Bagega : « Par mètre cube d'air il y avait 5 000 nanogrammes qui ont été enregistrés alors que les niveaux maximums ne devraient pas être plus haut que 50 ». Pour aider le Nigeria à faire face à la crise, l'ONU a envoyé sur place une équipe de cinq experts dotés d'un laboratoire ambulant. Quelque 18 000 villageois à la recherche d'or dans ces mines contenant le plomb pourraient avoir été touchés. Quand le mercure est inhalé il peut créer des problèmes au système nerveux, à l'appareil digestif et aux reins[29].
- Lundi 4 octobre 2010 : La police annonce avoir arrêté 9 suspects étrangers en liaison avec le double attentat à la voiture piégée à Abuja qui a fait douze morts le jour du cinquantenaire de l'indépendance du pays.
- Mardi 5 octobre 2010 :
  - Delta du Niger : Le gouvernement se dit déterminé à achever le programme de réinsertion d'ex-rebelles de la région pétrolifère avant les élections prévues début 2011. Plus de 5 000 d'entre eux en ont déjà bénéficié, après avoir déposé les armes, à la suite d'une offre d'amnistie  sans condition faite en 2009 par l'ancien président Umaru Yar'Adua (mort en mai 2010) aux 20 000 combattants de cette région.
  - Selon l'ONG Médecins sans frontières, « plus de 400 enfants » seraient morts d'empoisonnement au plomb dans le nord du Nigeria au cours des six derniers mois.
- Samedi 16 octobre 2010, État d'Abia : L'armée nigériane annonce avoir arrêté depuis le 1er octobre une centaine de personnes, dont un prêtre catholique de 41 ans, lors d'une vaste opération contre les auteurs d'enlèvements crapuleux. Plusieurs camps et planques qui servaient de bases aux criminels ont été occupés. Le diocèse d'Abia a confirmé l'arrestation du prêtre[30].
- Mercredi 20 octobre 2010 : Les inondations dues aux des pluies diluviennes de ces derniers mois ont fait 114 morts et quelque 300 000 sinistrés.
- Mardi 26 octobre 2010 : La police annonce la découverte de 13 corps brûlés après des violences liées à un conflit sur des terres dans le sud-est du Nigeria qui a aussi provoqué l'incendie de dizaines d'habitations et d'églises.

### Novembre 2010
- Mardi 2 novembre 2010, État de Yobe : La collision entre deux autobus qui ont pris feu la mort de 33 personnes brûlées vives dans les faubourgs de Potiskum.
- Dimanche 7 novembre 2010 : Cinq personnes (2 Français, 2 Américains et un Canadien), ont été prises en otages dans la soirée et deux autres ont été blessées dans l'attaque de la plate-forme pétrolière « High Island VII », dans le champ pétrolifère Okoro, à 12 kilomètres au sud des côtes de l'État méridional d'Akwa Ibom, par des hommes armés[31].
- Mercredi 10 novembre 2010 : Trois otages français enlevés dans la nuit du 21 au 22 septembre dernier au large des côtes nigérianes, alors qu’ils se trouvaient à bord du navire « Bourbon Alexandre », ont été libérés cet après-midi, par le Mouvement pour l'émancipation du delta du Niger. Une rançon de 150 000 dollars (109 000 euros) aurait été payée aux ravisseurs.
- Dimanche 14 novembre 2010 :
  - Les forces armées annoncent avoir arrêté 449 personnes soupçonnées d'enlèvements dans le delta du Niger, au cours d'opérations lancées depuis sept semaines contre les groupes armés actifs dans cette région riche en pétrole. 171 personnes ont été remises en liberté après été reconnues non coupables au terme des interrogatoires. 95 autres personnes ont été transférées pour des investigations approfondies, avant d'éventuelles poursuites. Les 183 autres sont toujours détenus, dans l'attente de l'examen de leur dossier[32].
  - Une plateforme pétrolière du groupe américain ExxonMobil a été attaquée par le  Mouvement pour l'émancipation du delta du Niger. 7 employés nigérians ont été enlevés.
- Mercredi 17 novembre 2010 : l'armée nigériane a libéré 19 otages, dont les 5 otages enlevés le 7 novembre sur une plate-forme pétrolière de la société Afren[33].
- Vendredi 19 novembre 2010 : un tribunal sud-africain a rejeté la demande de libération sous caution du Nigérian Henry Okah, inculpé de « terrorisme », considérant que ce dernier était « bien le dirigeant du Mouvement pour l'émancipation du delta du Niger ». Henry Okah a été arrêté le 2 octobre en Afrique du Sud, où il réside, au lendemain des explosions à Abuja qui ont fait 12 morts le jour du 50e anniversaire de l'indépendance du Nigeria. Les services de renseignement du Nigeria ont accusé la semaine dernière, Henry Okah, d'être également responsable d'un double attentat commis en mars à Warri[34].
- Dimanche 21 novembre 2010, État du Delta : Le Mouvement pour l'émancipation du delta du Niger (Mend), affirme avoir attaqué et détruit dans la soirée un oléoduc alimentant en pétrole brut la raffinerie d'Obidi, à Warri.
- Lundi 22 novembre 2010 : Une dizaine de pirates, armés d'armes automatiques, ont attaqué, dans la nuit de dimanche à lundi, le tanker russe de 47,700 tonnes, « NS Spirit », à 30 miles au large du port de Lagos et ont blessé un marin avant de prendre la fuite.

### Décembre 2010
- Mercredi 1er décembre 2010 État d'Akwa Ibom : Une fusillade entre la police et des braqueurs armés à Uyo fait sept morts, dont un policier et trois passants atteints par des balles perdues. Plus de 800 cartouches et deux véhicules ont été pris aux braqueurs.
- Samedi 4 décembre 2010, État de Borno : Des affrontements ont éclaté, dans une zone de la ville de Maiduguri, entre des membres de la secte islamiste Boko Haram et des militaires. Les membres des sectes ont été accusés d'avoir commis récemment dans la région une série d'agressions dont des tirs sur des policiers ainsi que des raids sur une prison et des postes de police[35].
- Dimanche 5 décembre 2010 : Dans la nuit de samedi à dimanche, les affrontements se sont poursuivis dans la ville de Maiduguri, entre des membres de la secte islamiste Boko Haram et des militaires, faisant au moins 3 morts et 6 blessés. Dans la journée, les militaires ont poursuivi une véritable chasse à l'homme, maison par maison, contre les rebelles. Plus de 50 personnes, dont des policiers, des soldats, des religieux, des chefs locaux et des hommes politiques ont été tués à Maiduguri, au cours des cinq derniers mois, par des hommes circulant à moto et qui appartenant à la secte islamiste qui affirme vouloir instaurer un État islamiste « pur » et se réclame des talibans d'Afghanistan[36].
- Jeudi 9 décembre 2010 : La police annonce l'arrestation à Maiduguri et à Kano de 13 membres de la secte islamiste Bobo Harem responsables des dernières attaques contre l'armée à Maiduguri. La secte qui se réclame des talibans d'Afghanistan et dont le nom en langue Haoussa signifie « l'éducation occidentale est un péché », comptait des milliers de partisans en 2009.
- Vendredi 17 décembre 2010 : La Force de Libération du delta du Niger (NDLF) annonce avoir attaqué à l'explosif trois stations de pompage opérées par les sociétés américaine Chevron et italienne Agip dans la zone pétrolière de l’État de Delta du Niger. Le NDLF s'est dit prêt à déposer les armes si l'armée se retire d'Ayakoromor annonçant que l'action menée « est un avertissement ».
- Mercredi 22 décembre 2010 : Trois raffineries de pétrole sur quatre—Port-Harcourt, Warri (sud) et Kaduna (nord) -- sont fermés  en raison du sabotage des oléoducs qui les alimentent annonce  la compagnie pétrolière nationale qui appelle l'armée à renforcer la protection de ses sites. Malgré ses richesses en pétrole, le Nigeria importe une grande partie de ses produits pétroliers car ses raffineries ne sont pas toujours en bon état de fonctionnement, même lorsqu'elle sont en activité. Leur mauvais état a été souvent imputé à une mauvaise gestion et à la corruption. Selon des chiffres officiels elles ont une capacité totale de 445 000 barils par jour mais elles produisent moins de 30 % de cette quantité[37].
- Vendredi 24 décembre 2010, État de Borno : Plusieurs attaques de bâtiments cultuels chrétiens ont eu lieu au Nigeria, à la veille de Noël, menées par des groupes armés islamistes suspectés d'appartenir à la secte Boko Haram. À Maiduguri, six personnes ont été tuées dans l'attaque de l'église. Toujours à Maiduguri, cinq personnes, dont le pasteur ont été tuées dans l'attaque de leur église baptiste. Des soldats nigérians ont réussi à empêcher une autre attaque visant une troisième église à Maiduguri. 32 autres ont été tuées à Jos et 74 autres ont été blessés, alors qu'ils faisaient leurs courses de Noël. Au cours des cinq derniers mois, plus de cinquante personnes, dont des policiers, des soldats, des religieux, des chefs locaux et des politiciens ont été tués à Maiduguri, par des hommes circulant à moto et qui appartiendraient à la secte Boko Haram, qui affirme vouloir instaurer un État islamiste « pur »[38].
- Samedi 25 décembre 2010 : Plusieurs attaques à la bombe ont été perpétrées dans la ville de Jos, lors de la journée de Noël. Au moins une personne a été tuée et plusieurs maisons ont été incendiées.
- Lundi 27 décembre 2010 : Deux suspects ont été arrêtés à Jos alors qu'ils étaient en possession de dynamite et d'armes de guerre.
- Mardi 28 décembre 2010 : Le bilan des dernières violences intercommunautaires durant le week-end dans le centre du Nigeria, où cohabitent difficilement chrétiens et musulmans, s'est alourdi à 86 morts et 189 blessés[39].
- Mercredi 29 décembre 2010, Bayelsa : Deux explosions contre une réunion du Parti démocratique du peuple (PDP - au pouvoir) dans la cour d'une école à Yenagoa ont fait 2 blessés.
- Jeudi 30 décembre 2010 :
  - Trois policiers de la ville de Kano (nord) — un inspecteur et deux agents —, ont été limogés et inculpés pour l'enlèvement et le viol à plusieurs reprises pendant un mois d'une adolescente de 16 ans dans les locaux de la police. Trois autres individus civils ont participé aux viols. Les organisations de défense des droits de l'homme, tant locales qu'internationales, ont accusé à plusieurs reprises des policiers du Nigeria de violations des droits de l'homme, notamment des actes de torture, des meurtres et des viols.
  - État de Borno : Des islamistes de la secte Boko Haram ont réalisé 5 attaques dans la ville de Maiduguri tuant 8 personnes dont 3 policiers.
  - État d'Abia : Le fondateur de l'ONG « Human Rights Justice and Peace Foundation », Chidi Nwosu (39 ans) a été assassiné par balles dans la région du Delta du Niger. Ils dénonçaient la corruption et les atteintes aux droits de l'homme.
- Vendredi 31 décembre 2010 :
  - La police annonce avoir arrêté 92 membres présumés de la secte islamiste Boko Haram après une série d'attaques qui ont fait huit morts dont trois policiers dans la ville de Maiduguri (nord), dont « un septuagénaire » considéré comme le « principal financier de la secte ».
  - Un attentat à la bombe contre un marché fréquenté à Abuja fait au moins 11 tués et des dizaines de blessés.